# Требовић
Требовић (алб. Treboviq) је насељено место у општини Пећ, на Косову и Метохији. Према попису становништва из 2011. у насељу је живело 1.950 становника.

## Становништво
Према попису из 2011. године, Требовић има следећи етнички састав становништва:
| Националност | 2011.          |
| Албанци      | 1.585 (93,35%) |
| Египћани     | 337 (17,28%)   |
| Бошњаци      | 14 (0,71%)     |
| Ашкалије     | 6 (0,30%)      |
| Роми         | 2 (0,10%)      |
| Турци        | 1 (0,05%)      |
| недоступно   | 5 (1,18%)      |
| Укупно       | 1.950          |

| Демографија | Демографија | Демографија |
| Година      | Становника  | Становника  |
| ----------- | ----------- | ----------- |
| 1948.       | 458         |             |
| 1953.       | 549         |             |
| 1961.       | 712         |             |
| 1971.       | 1.017       |             |
| 1981.       | 1.416       |             |
| 1991.       | 1.570       |             |
| 2011.       | 1.950       |             |